# Dorfkirche Zollchow (Nordwestuckermark)

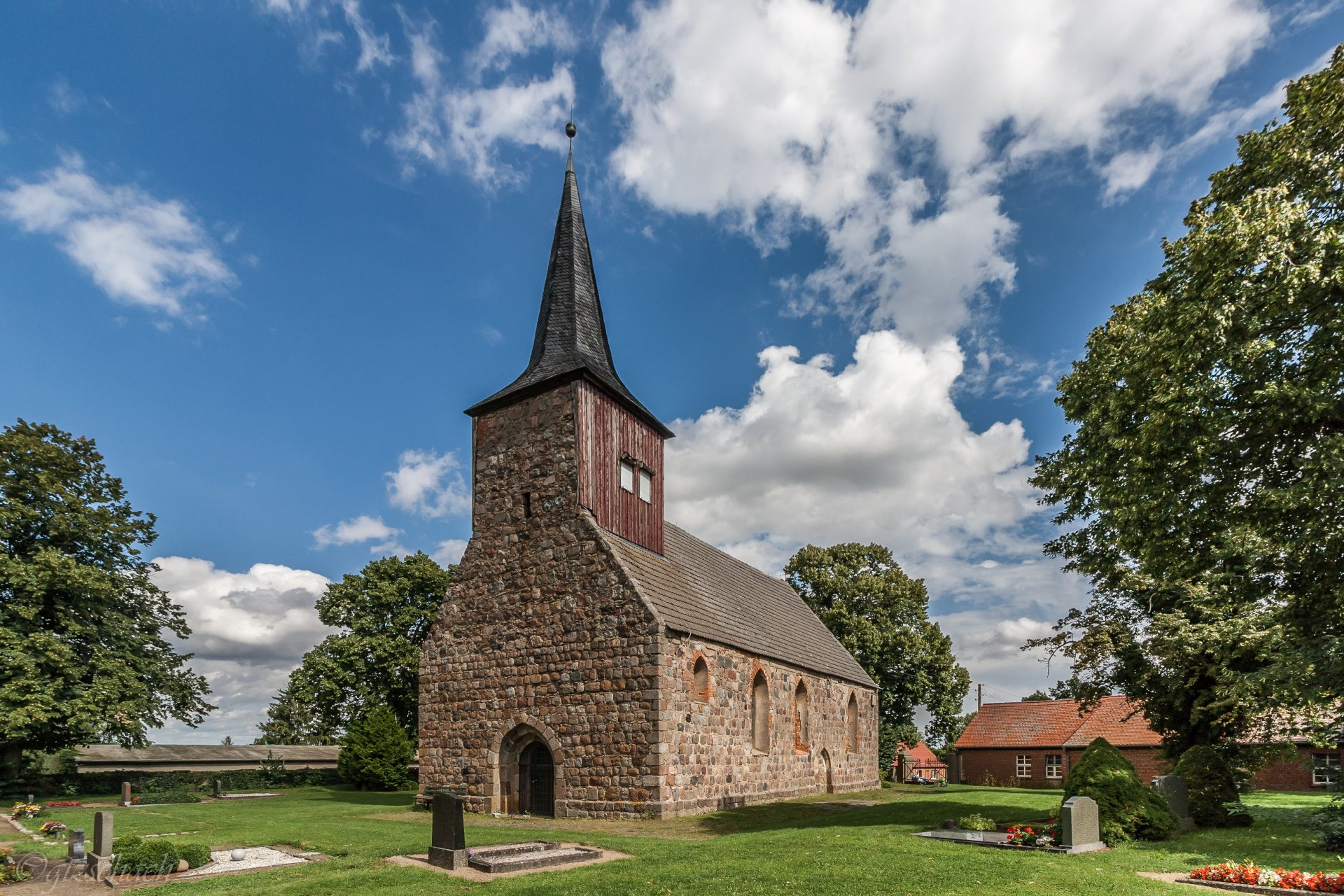
Dorfkirche in Zollchow

Die evangelische Dorfkirche Zollchow ist eine Saalkirche in Zollchow, einem Ortsteil der Gemeinde Nordwestuckermark im brandenburgischen Landkreis Uckermark. Die Kirche gehört zur Kirchengemeinde Potzlow-Lindenhagen des Kirchenkreises Uckermark der Evangelischen Kirche Berlin-Brandenburg-schlesische Oberlausitz. Das Gebäude steht unter Denkmalschutz.

## Baubeschreibung
Es handelt sich um eine kleine Feldsteinkirche aus der zweiten Hälfte des 13. Jahrhunderts. Die Fenster wurden spitzbogig vergrößert. Ein hölzerner Dachturm mit massiver Westwand und achteckigem Helm wurde 1694 errichtet. Im Norden befindet sich eine moderne Backsteinvorhalle. Im Inneren, das von einer Holzdecke überspannt wird, gibt es eine Westempore mit einer neugotischen Orgel. Der hölzerne Kanzelaltar stammt aus der ersten Hälfte des 18. Jahrhunderts und verfügt über Kompositsäulen seitlich des geschwungenen Kanzelkorbs und Schnitzwangen. 
Die Orgel von Carl Schultze mit zehn Registern auf einem Manual und Pedal hat einen neobarocken Prospekt und wurde 1874 errichtet. Sie wurde bis 2009 restauriert und steht gesondert unter Denkmalschutz.
Der Taufengel stammt ebenfalls aus der ersten Hälfte des 18. Jahrhunderts und wurde von J. Chr. Beuteler geschaffen. Der gut erhaltene Engel gehört zu einer Gruppe von Engeln, die sich in Komposition, Körperbewegung, Gewandgestaltung und Gesichtstypus sehr ähneln. Seine Entstehung wird auf etwa 1715 angenommen, dem Entstehungsjahr des Taufengels aus der benachbarten Dorfkirche Sternhagen. Wie die anderen Engel aus derselben Werkstatt, hält er in der rechten Hand ein Tuchpolster, auf dem eine Muschelschale befestigt war, und in der linken Hand ein Schriftband, die beide heute verloren sind. Ein weiteres Merkmal dieser Werkstatt ist das zweiteilige Bügelgestänge am Rücken. 
Der Taufengel befand sich von etwa 1900 bis 2012 in der Sammlung des Kulturhistorischen Museums Prenzlau und wurde 2013 wieder in die Dorfkirche Zollchow zurückgeführt. Dort kann er mit der rekonstruierten hölzernen Taufmuschel und seiner beweglichen Aufhängung im Chorraum südwestlich vom Altar wieder seinen Dienst bei Taufen verrichten.